# Liborius av Le Mans
Liborius av Le Mans, född omkring 348, död 397 i Le Mans i nuvarande Frankrike, var den andre biskopen av Le Mans. Han är skyddspatron för Paderborns ärkestift och Paderborns domkyrka.
Liborius ses som beskyddare särskilt mot gallsten, njurkolik (svår buksmärta) och feber.

## Biografi
Det finns begränsad information att tillgå om Liborius liv. Han sägs att som biskop ha prästvigt 217 personer och vigt 186 diakoner. Vid sin död fanns hans vän Martin av Tours, sedermera helgonförklarad, vid hans sida. 836 beordrade kejsaren Ludvig den Fromme biskop Aldrich att överföra Liborius reliker till det nybildade stiftet i Paderborn.
Liborius dog i Martin av Tours armar och han betraktas därför som en beskyddare av en god död. Sedan 1300-talet har människor bett till Liborius för beskydd mot gallsten, efter att ärkebiskop Werner von Eppstein botades från detta efter en pilgrimsfärd till Liborius relikskrin 1267.

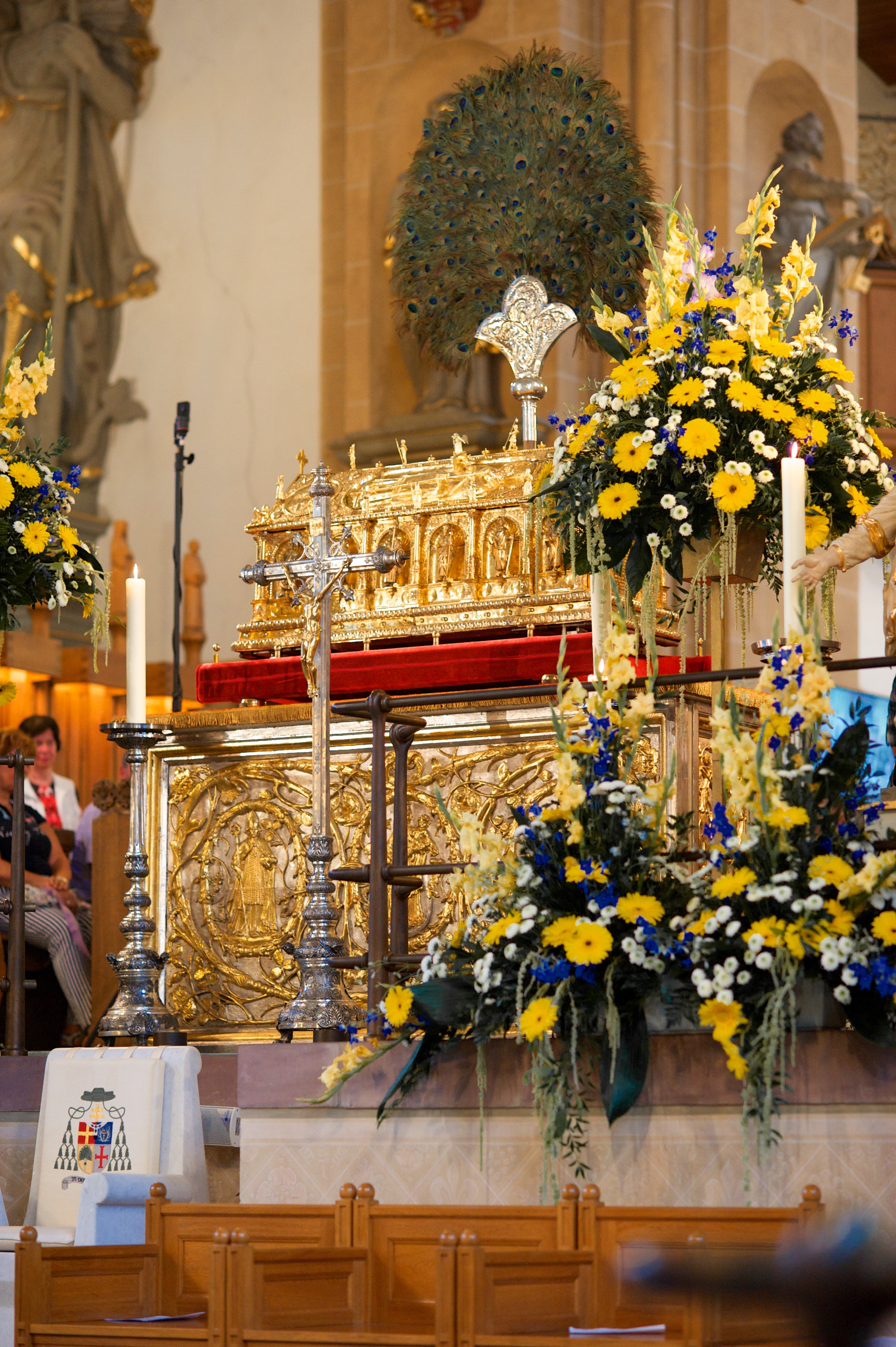
"Liborischrein" i Paderborns domkyrka.

Liborius popularitet i Paderborn visas under den årliga festivalen "Liborifest" som hålls i Paderborn.